# Trivigliano
Trivigliano és un comune (municipi) de la província de Frosinone, a la regió italiana del Laci, situat a uns 60 km a l'est de Roma i a uns 20 km al nord-oest de Frosinone.
Trivigliano limita amb els municipis d'Alatri, Ferentino, Fiuggi, Fumone, Guarcino i Torre Cajetani.
A 1 de gener de 2019 tenia 1.665 habitants.